# Larissa Saveliev
Pour les articles homonymes, voir Saveliev.
Larissa Saveliev (russe : Лари́са Саве́льева) est une ancienne danseuse du Ballet du Bolchoï, fondatrice et directrice artistique du Youth America Grand Prix (YAGP). Elle est également productrice de divers événements liés aux arts de la scène aux États-Unis et dans le monde.

## Carrière
Larissa Saveliev est née à Moscou en mars 1969 dans une famille de professeurs d'université.
Elle est formée à l'Académie de ballet du Bolchoï et, après avoir obtenu son diplôme, rejoint le Ballet du Bolchoï. Pendant ses années au Bolchoï, elle interprète des ballets de Yuriy Grigorovskiy, George Balanchine, Antony Tudor ou encore Agnes de Mille.
Saveliev émigre aux États-Unis en 1995.

## La fondation du YAGP
En 1999, avec son mari Gennadi Saveliev (alors soliste à l'American Ballet Theatre), Larissa Saveliev fonde le Youth America Grand Prix (YAGP), qui devient le plus important concours pour danseur de ballet à l'international. Sa mission est non seulement de fournir une opportunité de performance à de jeunes danseurs talentueux, mais également de créer des opportunités d’éducation pour leur développement ultérieur.
Depuis sa création jusqu’à son 20e anniversaire en 2019, le YAGP a remis plus de 4 millions de dollars de bourses d’études aux plus grandes académies de danse du monde, avec plus de 450 anciens participants au YAGP faisant partie de plus de 80 compagnies autour du monde.

## Récompenses et distinctions
- En 2017, Larissa Saveliev a été reconnue par Dance Magazine parmi les 25 personnalités les plus influentes de la danse[8].